# New Cumberland (Virginie-Occidentale)
Pour les articles homonymes, voir New Cumberland.
La ville de New Cumberland est le siège du comté de Hancock, situé dans l’État de Virginie-Occidentale, aux États-Unis. Sa population s’élevait à 1 103 habitants lors du recensement de 2010, estimée à 1 051 habitants en 2016.

## Histoire
La ville est fondée et allotie par John Cuppy, en 1839, sous le nom de Vernon. Aussi appelée Cuppy Town, la ville prend vite le nom de New Cumberland, choisi par ses acquéreurs.

## Démographie
| Groupe            | New Cumberland | Virginie-Occidentale | États-Unis |
| ----------------- | -------------- | -------------------- | ---------- |
| Blancs            | 97,6           | 93,9                 | 72,4       |
| Métis             | 1,5            | 1,5                  | 2,9        |
| Asiatiques        | 0,5            | 0,7                  | 4,8        |
| Autres            | 0,4            | 0,6                  | 19,7       |
| Total             | 100            | 100                  | 100        |
|                   |                |                      |            |
| Latino-Américains | 1,4            | 1,2                  | 16,7       |

Selon l’American Community Survey, pour la période 2011-2015, 99,82 % de la population âgée de plus de 5 ans déclare parler l'anglais à la maison et 0,18 % déclare parler l'espagnol.

## Climat
Selon la classification de Köppen, le climat de New Cumberland est de type continental humide, abrégé Dfb.

## Galerie photographique

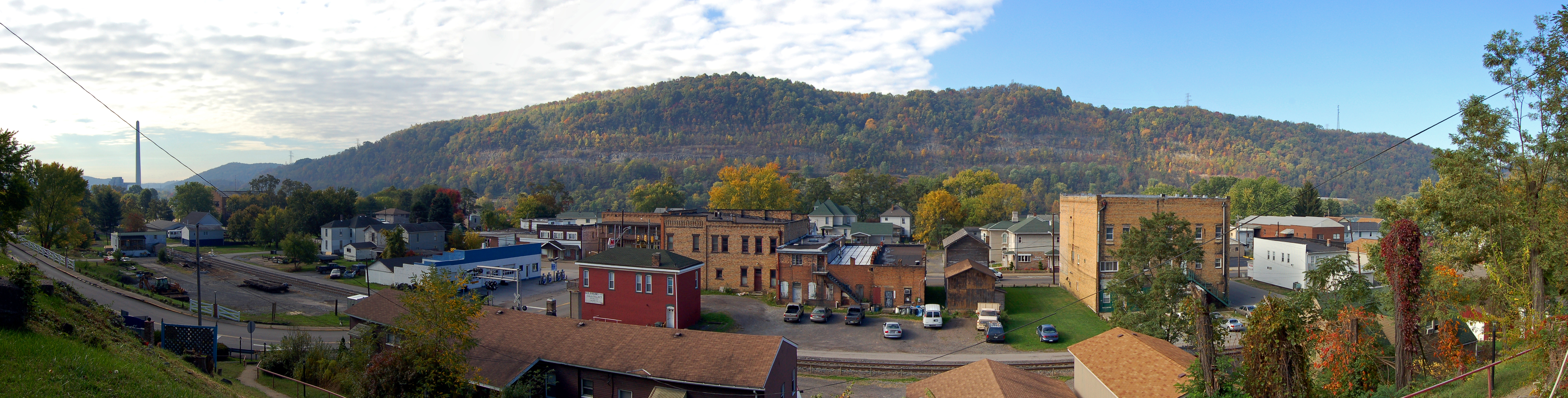
Vue du centre de New Cumberland.